# Lotten Rignell
Lotten Rignell, född den 30 november 1886 i Jönköping, död den 29 juni 1976, var en svensk skolledare. Hon var syster till Karl Rignell.
Lotten Rignell var dotter till läroverksadjunkten Henrik Rignell och friherrinnan Ida Fock i släkten Fock. Hon genomgick Anna Sandströms seminarium 1906–1908 och 1914–1915. Hon var lärarinna vid Whitlockska samskolan 1908–1910, vid Jönköpings elementarskola för flickor 1910–1922, föreståndarinna där 1922–1929 och vid Sophiahemmet från 1930. Lotten Rignell genomgick en sommarkurs med statsstipendium vid Bedford College i London 1921 och genomförde resor till England, Frankrike, Belgien, Österrike och Italien 1905–1906, 1909, 1911, 1921, 1925, 1927, 1929, 1933, 1935 och 1937. Lotten Rignell vilar i en familjegrav på Östra kyrkogården i Jönköping.